# Гамовка (Тульская область)
Гамовка — деревня в Киреевском районе Тульской области России.
В рамках административно-территориального устройства входит в Берёзовский сельский округ Киреевского района, в рамках организации местного самоуправления включается в сельское поселение Приупское.

## География
Расположена в 15 км к западу от города Киреевска. 
На севере деревня примыкает к городу Липки.

## Население
| 2002 | 2010 |
| ---- | ---- |
| 150  | ↗160 |